# 1880年共和党全国大会
1880年共和党全国大会（1880ねんきょうわとうぜんこくたいかい、英: 1880 Republican National Convention）は、1880年6月2日から8日まで、イリノイ州シカゴのインターステート・イクスポジション・ビルで開催された共和党全国大会である。同年11月の大統領選挙に向けて、オハイオ州出身のジェームズ・ガーフィールドを大統領候補に、ニューヨーク州出身のチェスター・A・アーサーを副大統領候補に指名した。
大統領候補として名告りを挙げた14人の中で、この大会までに有力候補とされたのは、ユリシーズ・グラント、ジェイムズ・G・ブレイン、およびジョン・シャーマンの3人だった。グラントは既に1869年から1877年まで2期大統領を務めた実績があり、前例のない3期目への返り咲きを狙っていた。共和党内のストールワート派（意志の固い人）の後ろ盾があり、政治マシーンや後援会を支持していた。ブレインはメイン州選出アメリカ合衆国上院議員と同下院議員を経験しており、共和党のハーフ・ブリード（混血）派のバックがあった。シャーマンは南北戦争で著名な将軍ウィリアム・シャーマンの弟であり、当時はラザフォード・ヘイズ政権の財務長官を務めていた。オハイオ州選出の上院議員であり、ストールワート派とハーフ・ブリード派を支持しない代議員に支持されていた。
第一回目の投票で、シャーマンは93票、グラントが304票、ブレインが285票を得た。誰も勝利に近付いたものが居らず、勝者を決めるための投票が続いた。投票が何度行われても、過半数を得る候補が居なかった。35回の投票が行われた後、ブレインとシャーマンが新しい「ダークホース」候補者であるジェームズ・ガーフィールド支持に切り換えた。次の投票でガーフィールドは399票を獲得し、グラントより93票多く、党公認候補となった。ガーフィールドの出身地オハイオ州の代議員団が、副大統領候補としてストールワート派のチェスター・A・アーサーを選んだ。アーサーは468票を得て候補指名を獲得し、それまでで最長となった共和党全国大会が終わった。ガーフィールドとアーサーの組み合わせは11月に行われた投票で、民主党のウィンフィールド・スコット・ハンコックとウィリアム・ヘイデン・イングリッシュの組を接戦で破った。

## 背景
現職アメリカ合衆国大統領としてのラザフォード・ヘイズは共和党の中で熱い緊張感を作りだしていた。ヘイズは北部共和党員の代わりに南部民主党員に知事職を提案することで党の支援後援関係から遠ざかっていた。その行動はニューヨーク州のロスコー・コンクリング、メイン州のジェイムズ・G・ブレインなど党内から厳しい批判を受けていた。ヘイズは1880年アメリカ合衆国大統領選挙に出馬したとしても勝てそうにないことが分かっており、再選を求めないことにした。共和党内で対立する派閥であるストールワート派とハーフ・ブリード派は、その選挙を熱い心で待っていた。

### ユリシーズ・グラント

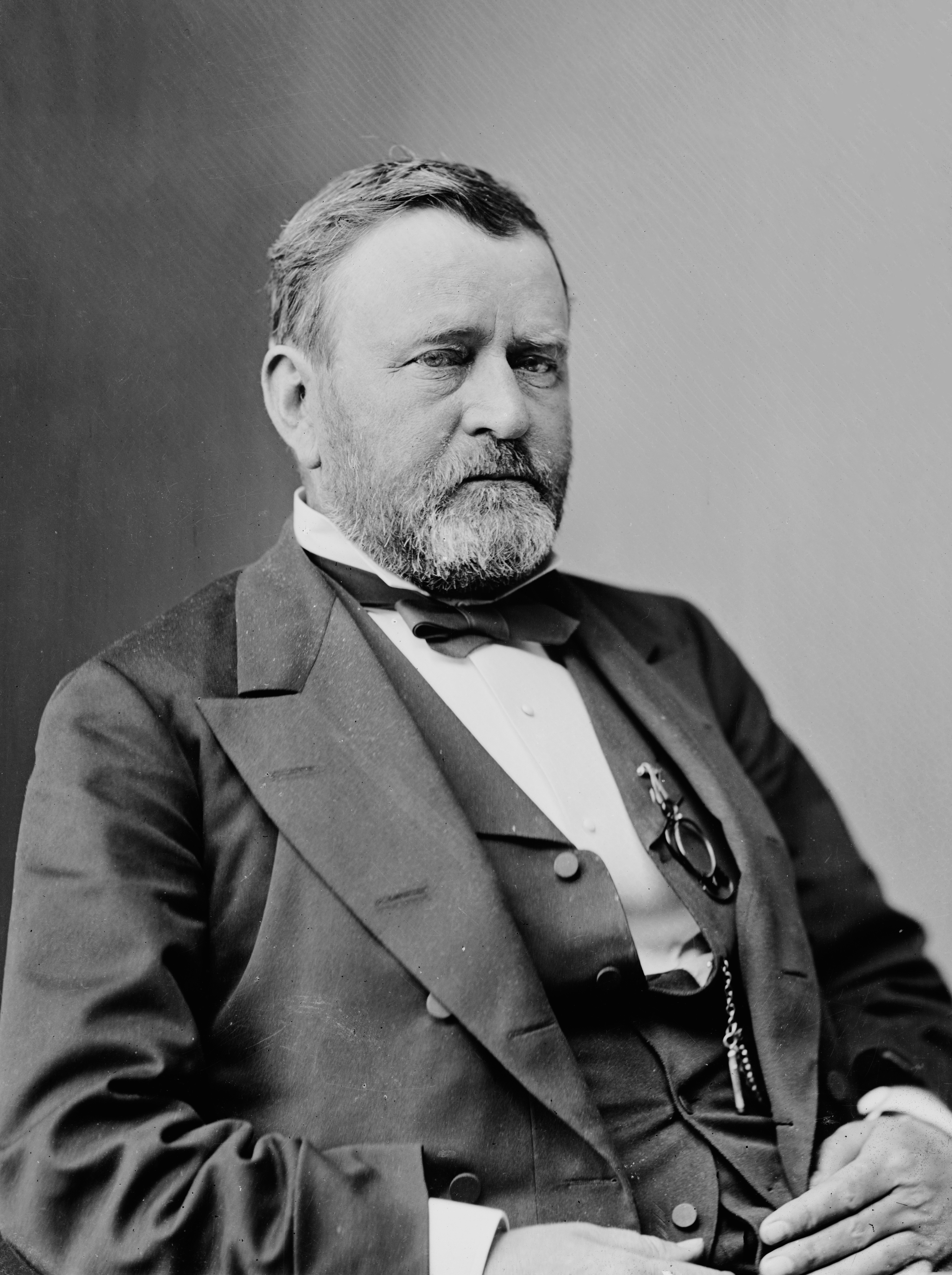
前大統領ユリシーズ・グラント、1870年代の写真

1877年にグラント大統領の2期目が終わったとき、共和党が支配していたアメリカ合衆国議会は、グラントが3期目を求めてホワイトハウスに戻って来ないと予期していた。グラントはそのような考えがないと思われ、妻のジュリアには「あと4年間ここ（ホワイトハウス）に居たいとは思わない。私は耐えられるとは思わない」と告げてすらいた。グラントはホワイトハウスを去った後に、妻と共に貯めていた85,000ドルを世界一周旅行に使うことにした。「ニューヨーク・ヘラルド」伝記作者のジョン・ラッセル・ヤングはグラントと一緒に旅し、後に『グラント将軍との世界一周』と題した著書で、世界中の魅惑的な場所に行った様子を文書にした。ヤングはグラントの人気が高まっていると見ており、日本の東京や中国の北京で素晴らしい歓待を受けた。
ヘイズが共和党と不仲になり、アメリカ合衆国国内でホワイトハウスに強い男を待望する気分が高まると、いち早くグラントが国内に戻ってきて、3期目を求めるようになった。党内ではストールワート派の後ろ盾を得て、ホワイトハウスには「藁の男」の代わりに「鉄の男」が求められた。グラントは党の大統領公認候補になる自信があった。ストールワート派の指導者であるロスコー・コンクリングは、ペンシルベニア州選出のJ・ドナルド・キャメロンやイリノイ州選出のジョン・A・ローガンと共に「トリアンビレイト」を結成し、グラントをホワイトハウスに戻す運動を始めた。グラントが勝利すれば、コンクリングなどストールワート派はホワイトハウスに大きな影響力を持てるはずだった。グラントは、ストールワート派の指導者達がそれぞれの州を確保すると計算でき、グラントの勝利を保証してくれることを分かっていた。コンクリングはグラントの指名を確信していたので「神の行動以外の何ものもグラントの指名を妨げられない」と言っていた。元大統領の副官アダム・バドーは、グラントが「過度に指名を得たいと切望している」とコメントしていた。グラントの指名に如何なる失敗の可能性もないと考えていた。
しかし、グラントの親友は、大衆の支持が衰えていると見ていた。ジョン・ラッセル・ヤングはグラントを呼んで、選挙に落ちるかも知れないので、当惑する事態を避けるために撤退すべきだと伝えた。ヤングは、大統領の3期目（それまで前例が無かった）という概念に反対する者達から強く攻撃されると論じた。ヤングは選挙戦の扱いも批判しており、もし当選しても、「トリアンビレイト」に負債を負うことになると告げていた。グラントはストールワート派の友人達がその当選に大きな助けになると考えており、その政権では政治的支援関係に値していた。それでもグラントは、ヤングの忠告に耳を貸し、J・ドナルド・キャメロンに手紙を書いて、ストールワート派の後ろ盾と相談した後で、指名争いから自分の名前を卸すことを認めた。グラントの妻ジュリアはその手紙のことを聞いて、夫が指名争いから撤退すべきではないと主張した。「グラント将軍が指名されなければ、それはそれでいい。でも名前を落とすべきではない。」と伝えた。ヤングは5月31日にシカゴで「トリアンビレイト」にその手紙を届けたが、グラントの名前を外すような行動は行われなかった。

### ジェイムズ・G・ブレイン

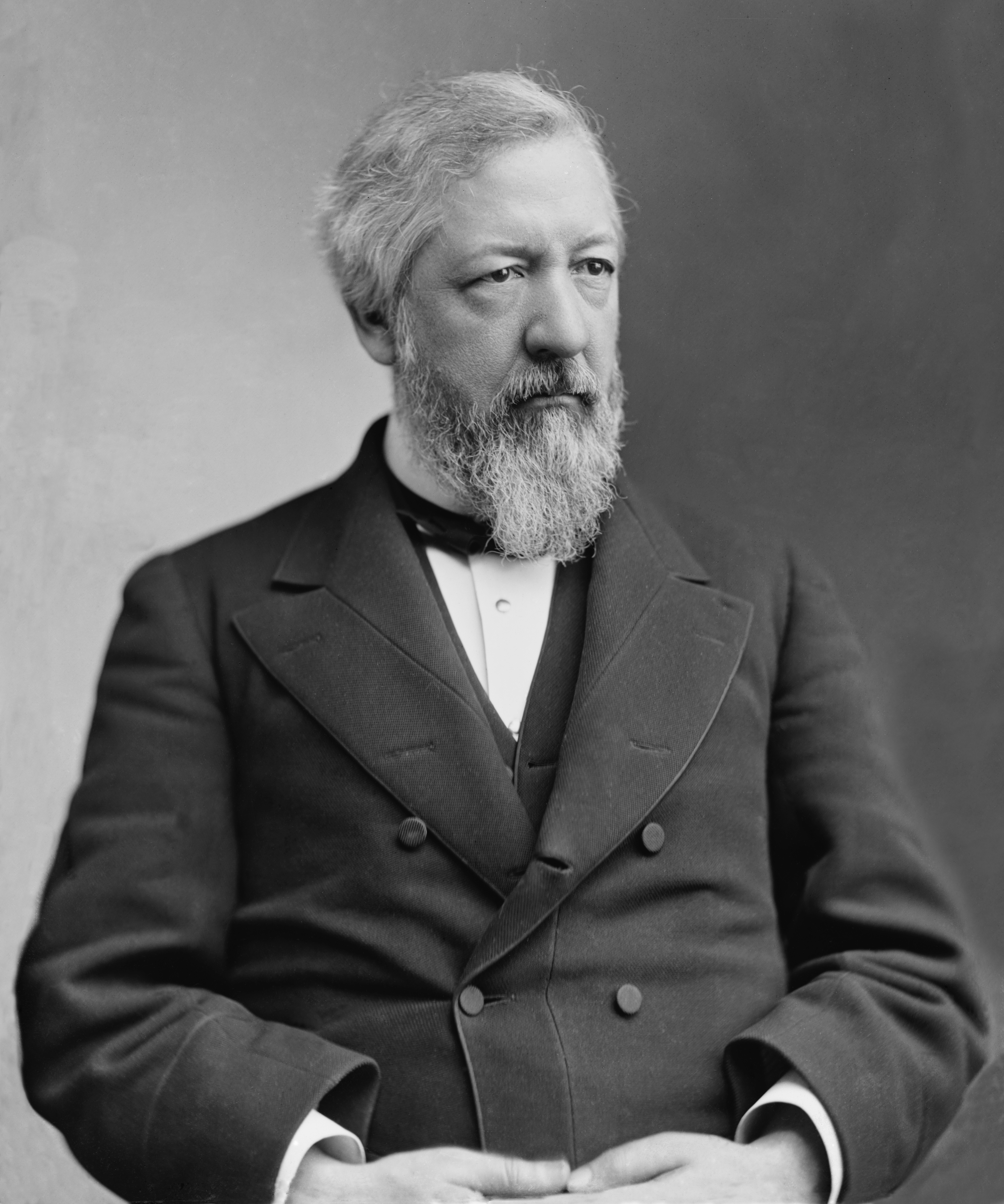
ジェイムズ・G・ブレイン、1870年代の写真

共和党公認候補のもう一人の有力者はジェイムズ・G・ブレインだった。ブレインはメイン州選出のアメリカ合衆国上院議員であり、もとは同下院議員であり、グラントの指名を妨げる有力候補の位置にあった。4年前の1876年にもブレインは党の指名を得ようとした。その年の党中央大会の数週間前、鉄道株に関わる不正行為を行ったと告発された。ブレインが行ったことの詳細がマリガンの手紙に書かれていた。ブレインは下院の議場で自己弁護を行い、手紙の犯罪に関わらない部分を選び編集して読み上げた。この汚名を雪ごうという努力にも拘わらず、ブレインの政歴の残り期間はこのスキャンダルがついて回ることになった。オハイオ州シンシナティで投票が始まる前の日曜日、ブレインはワシントン会衆派教会の階段で躓いた。2日間意識を無くしており、その結果、その健康を疑い、大統領職が勤まるかを懸念した支持票を失った。ブレインは「ニューヨーク・サン」のような敵対者にも冷笑されていた。その大見出しでは「ブレインが気を失った振りをしている」と書かれた。1876年党大会での第1回投票で、ブレインは285票を得た。政敵であるロスコー・コンクリングが第2位で99票だった。ブレインとコンクリングは1866年の下院議場での討論に始まる長い政敵だった。投票がさらに6回続いても決着がつかなかった後、コンクリングはラザフォード・ヘイズに支持先を変え、最後はヘイズがブレインを破って指名を得た。
1876年にブレインが失敗した後、その支持者達は1880年のシカゴの大会で大統領になるつもりがあるなら、指名される必要があると考えた。もし2回立候補して共に敗れた場合、その次は無いと見られていた。その選挙参謀としてウィリアム・E・チャンドラーは「かれは6月にシカゴで指名されなければならない。さもなければこの国の最高執政官になる考えを諦めなければならない。彼の成功のために全てを犠牲にする用意がある国中の友人と彼自身にそれは掛かっており、シカゴで勝利を掴むかである。」と語っていた。
ミリガンの手紙のスキャンダルがあったにも拘わらず、ブレインは1880年の選挙戦でうまく立ち回り、その立候補については全国的な支持を得ていた。ブレインは金本位制、大企業、アメリカの公務員を保護する関税、解放黒人の公民権、さらにはアイルランドの独立を支持していた。

### ジョン・シャーマン

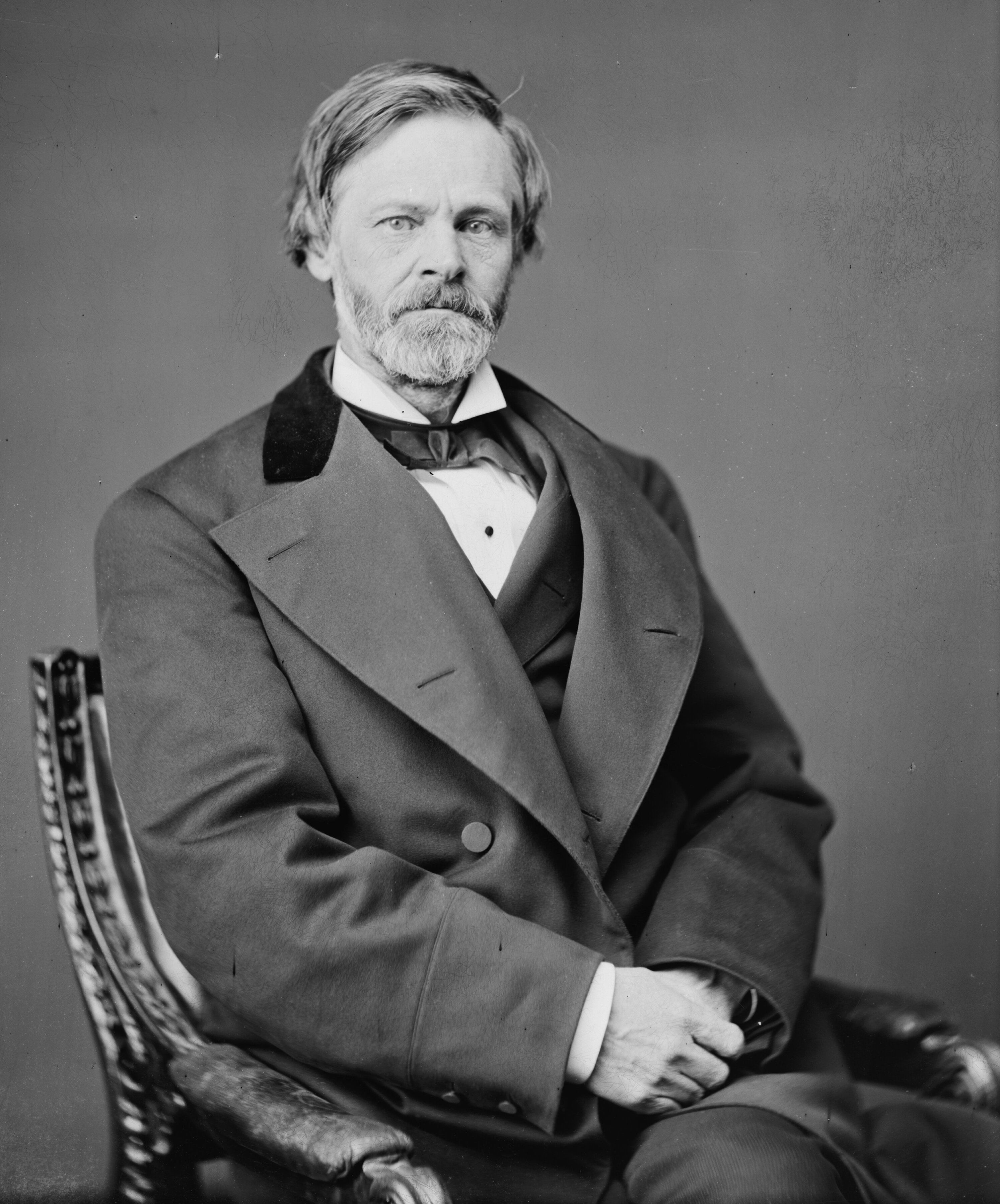
ジョン・シャーマン、アメリカ合衆国財務長官時代の写真

ジョン・シャーマンはオハイオ州選出のアメリカ合衆国上院議員を長く務めており、また1850年代後半から1860年代初期にはアメリカ合衆国下院議員も務めていた。上院議員としてのシャーマンは全国銀行システムの計画を指導していた。また南北戦争後の銀行システムについて全国的な政策を監督していた。1873年恐慌の後は国内の財政を回復させることに貢献していた。ヘイズ大統領の内閣でアメリカ合衆国財務長官を務めており、金本位制と国内金準備高の積み上げを提唱していた。1880年、シャーマンは能力主義の下で政府職員の再評価を行うよう推薦してもいた。その推薦は1883年のペンドルトン公務員改革法に結実し、ハーフ・ブリード派が起案し、ストールワート派の大統領チェスター・A・アーサーの署名で法制化された。
シャーマンの仲間はその立候補にあまり自信を持てなかった。シャーマンはそのカリスマ性の無い性格について「オハイオ・アイシクル」（冷淡な人）と呼ばれており、有権者へのアピールが足りなかった。その仲間は、大衆の中でシャーマンは「雄弁ではないが、優美な話し手であり、ほとんど本当のことしか話さないように規制している。」とコメントしていた。私的には「無口で、打ち解けない」性格であり、多くのアメリカ人が快くは思わない性格だった。シャーマンは大統領になれば、財務長官として実行してきたように、金本位に裏付けられた統制を実行しようと望んでいた。大会の始まる前に新聞はシャーマンが指名投票で110票を受けると予測した。シャーマンは投票を5、6回繰り返した後に、グラントの票が割れたとすれば、指名に至る可能性があると考えていた。

### ジェームズ・ガーフィールド

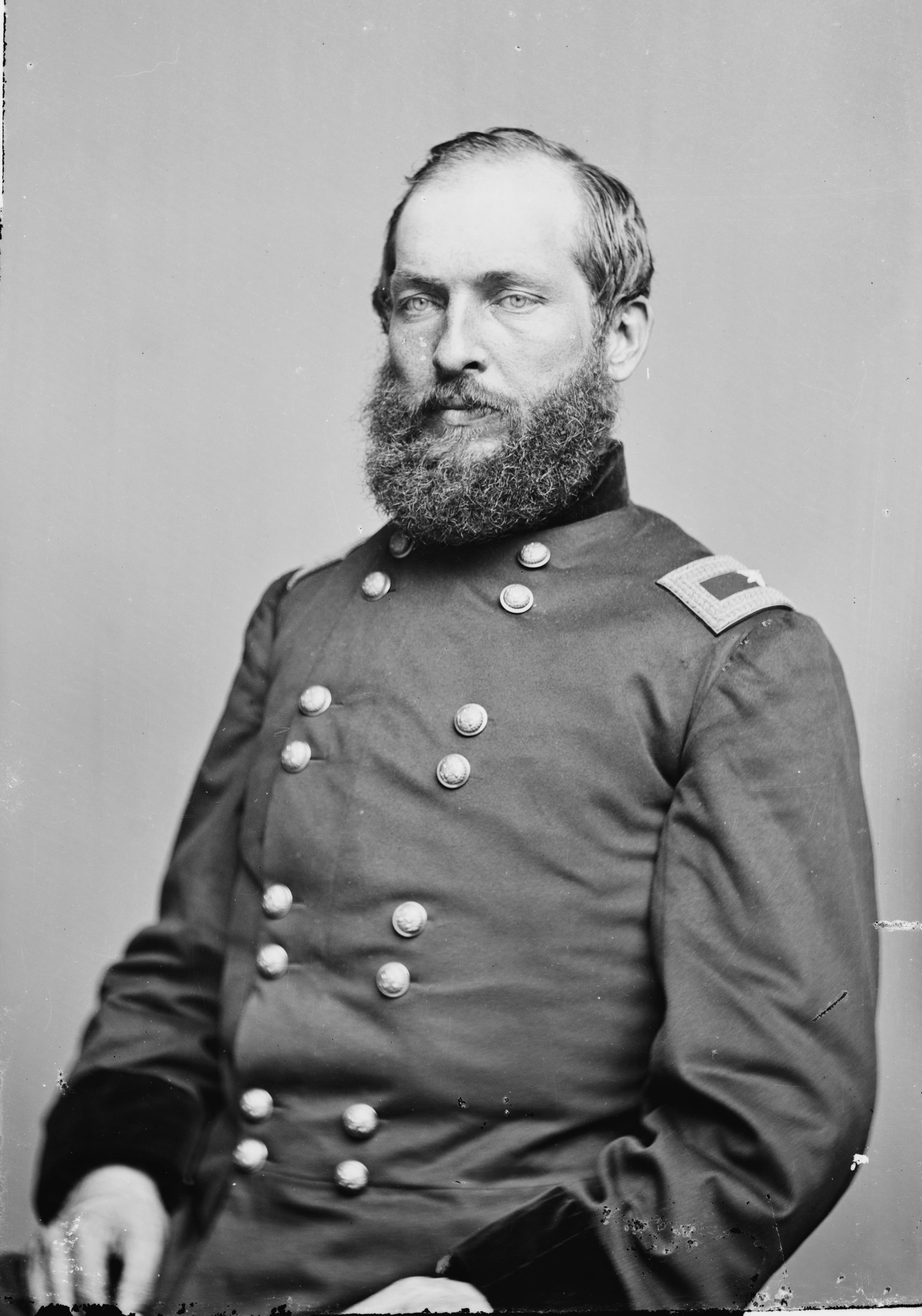
ジェームズ・ガーフィールド、南北戦争で准将のとき

ジェームズ・ガーフィールドはオハイオ州から上院議員に選ばれた者としてシカゴにきており、それ以前は1863年からアメリカ合衆国下院議員を務めていた。1859年、共和党員としてオハイオ州上院議員に選出された。翌年、オハイオ州の法廷弁護士として認められた。州上院議員は1861年まで務め、南北戦争が始まった時に北軍に入隊した。ガーフィールドはオハイオ第42志願歩兵連隊長に任命され、ケンタッキー州東部から南軍を追い出す任務を与えられた。1862年1月6日、ジェニーのクリークで南軍騎兵隊に対し多くの歩兵連隊を率いて戦った。南軍が撤退して自隊を勝利に導いたことで、1862年3月に准将に昇進した。
ガーフィールドは後のシャイローの戦いではドン・カルロス・ビューエル少将の下で、コリンスの包囲戦ではトマス・J・ウッド少将の下で仕えた。ガーフィールドは健康を害したので、フィッツ・ジョン・ポーター将軍の行動を調査する任務になった。1863年春、カンバーランド軍指揮官のウィリアム・ローズクランズの参謀長として戦場に戻った。1863年9月、激闘となったチカマウガ方面作戦の後、ローズクランズはその任務を解任された。ガーフィールドは戦闘の時に勇敢に戦うことでその評判を保ち、その後は少将に昇進した。ガーフィールドの名声が広がり、ウィリアム・デニソンが1863年のアメリカ合衆国下院議員選挙でガーフィールドを当選させた。ホワイトロー・リードが言っているように、ガーフィールドは「開戦と共に軍隊に入った若い政治家の中でも有能で傑出した者」だった。ガーフィールドは軍隊を去りたくなかったので、自らエイブラハム・リンカーン大統領を訪問し、助言を求めた。リンカーンはガーフィールドに、扱うことのできる以上に将軍がおり、必要なのは政治的な支援だと告げた。
ガーフィールドはその後も2年毎に下院議員に再選されていった。1872年、クレディット・モビリエ・オブ・アメリカの収賄事件で疑惑のある金329ドルを受け取ったとして告発された。ガーフィールドは繰り返しこの容疑を否定し、下院捜査官の前で弁護してもらうためにウィリアム・E・チャンドラーを雇うことまでした。このスキャンダルではあまり証拠が無かったので、ガーフィールドの政歴に大きな影響を残さなかった。その4年後、ジェイムズ・G・ブレインが下院から上院に転籍したので、ガーフィールドが下院の共和党院内総務になった。この年は1876年アメリカ合衆国大統領選挙でラザフォード・ヘイズと民主党のサミュエル・ティルデンが激しく争ったときであり、その決着は下院の選挙委員会に持ち込まれた。ガーフィールドもこの委員となり、委員会は最終的に論争のあった選挙人票20票を全てヘイズのものと判断し、その当選を決めた。1877年の妥協と呼ばれた。1880年共和党全国大会に先立ち、ガーフィールドはブレイン支持を打ち出していた。しかしジョン・シャーマンが出馬を表明すると、ガーフィールドは支持先を切り替え、「オハイオ・アイシクル」の支持を表明した。

## 大会前の政治

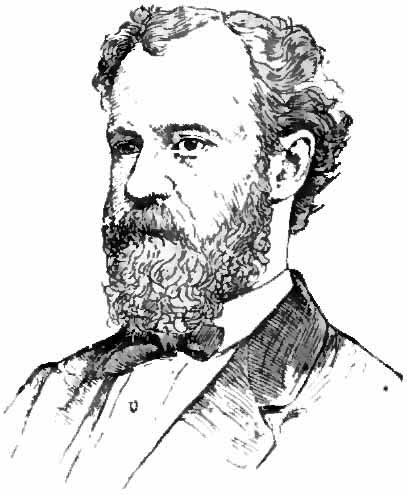
ロスコー・コンクリング、ニューヨーク州選出アメリカ合衆国上院議員

1880年1月、各地で党員集会が開かれて代議員が決められた。州の大会では全国大会に送る州の代表となる代議員を選別した。大会前に、候補者による政治マシーンの操作がかなりの規模で行われた。ジョン・シャーマンは自分が指名した財務省の職員を使い、南部中の党員集会に出させて、支持してくれる代議員を確保することに務めさせた。ロスコー・コンクリングのような州単位での政治ボスは、特定候補者を政治的に支持する代議員を拾い上げるために州の大会を使った。ニューヨーク州ユーティカで開催された州代議員選別大会でグラントの支持者が217票で、ブレインの支持者180票を僅かに上回っただけだったが、コンクリングは次のような決議案を通させた。
| 「 | ニューヨーク州共和党はユリシーズ・S・グラントを大統領候補として再選することを最重要課題と考え、本日集まった代議員はその候補指名を確保するために最大に熱心でまた統一された動きを行うために招集され指示される。 | 」 |

コンクリングはこの決議に従うよう代議員に指示し、それに違背した場合は政治的報復と個人的不名誉の犠牲になるであろうことを保証した。しかし、シカゴではニューヨーク州の多くの代議員が決議に逆らい公にブレイン支持を表明した。J・ドナルド・キャメロンはペンシルベニア州大会で同じような戦術を使って反対者にグラント支持を強要した。「トリアンビレイト」の第3の男ジョン・A・ローガンはイリノイ州大会会場から文字通りブレイン支持者を締め出し、自ら選んだグラント支持者に入れ替えた。
全国大会開会まであと4日となった5月29日までに、列車が着く毎に代議員、ロビー運動家、記者、選挙運動応援者たちがシカゴのユニオン駅やディアボーン駅に到着した。候補の支持者達は毎日のパレードや集会でシカゴの通りを狭くした。大会前に投票結果の予測が多くの情報源で出版されていた。その1つは「オルバニー・イブニング・ジャーナル」でありブレインが277票、グラントが317票、シャーマンが106票、その他の候補者で49票となっていた。これら予想は全て、指名に必要な379票に届かないものだった。シカゴにいた多くの者は、勝者、おそらくグラントが、特定の州の代議員は全て州の代議員団の選ぶ候補者に投票しなければならないということを前提とする統一ルールが守られて、初めて1人に絞られると分かっていた。そうならなければ、一方が他方に譲ることになるまで暗礁に乗り上げた状態が長く続くことになるはずだった。
投票を始める前に、代議員は統一ルールの重要な事項について票決で決めておく必要があった。大会を始める前にジェームズ・ガーフィールドが、「私は（統一ルールが）候補者の選択よりも重要なことだとみなした」と言っていた。このルールが代議員の過半数によって支持されれば、州の政党ボスは「トリアンビレイト」の各人と同様に、グラントの指名で固めることができるはずだった。コンクリングなどストールワートのボス達がこのやり方を実行した場合、「トリアンビレイト」の出身州代議員のうち60人近くが黙るしかなくなっていた。ハーフ・ブリード派にとって不運だったのはJ・ドナルド・キャメロンが共和党全国大会の議長だったことだった。キャメロンはこの大会で新しいルールを採用するために自分の権限を行使するつもりであり、統一ルールについて不満な者も抑えようとした。その作戦が漏れて、数日の内にシカゴの代議員のほとんどがそれを知るところとなった。シャーマンとブレインの支持者達は、キャメロンがその権限を行使することを防がなければならないことが分かった。ブレインの応援部隊はキャメロンを全国大会議長から外すことによってのみ、統一ルールの押し付けを防止できることで合意した。

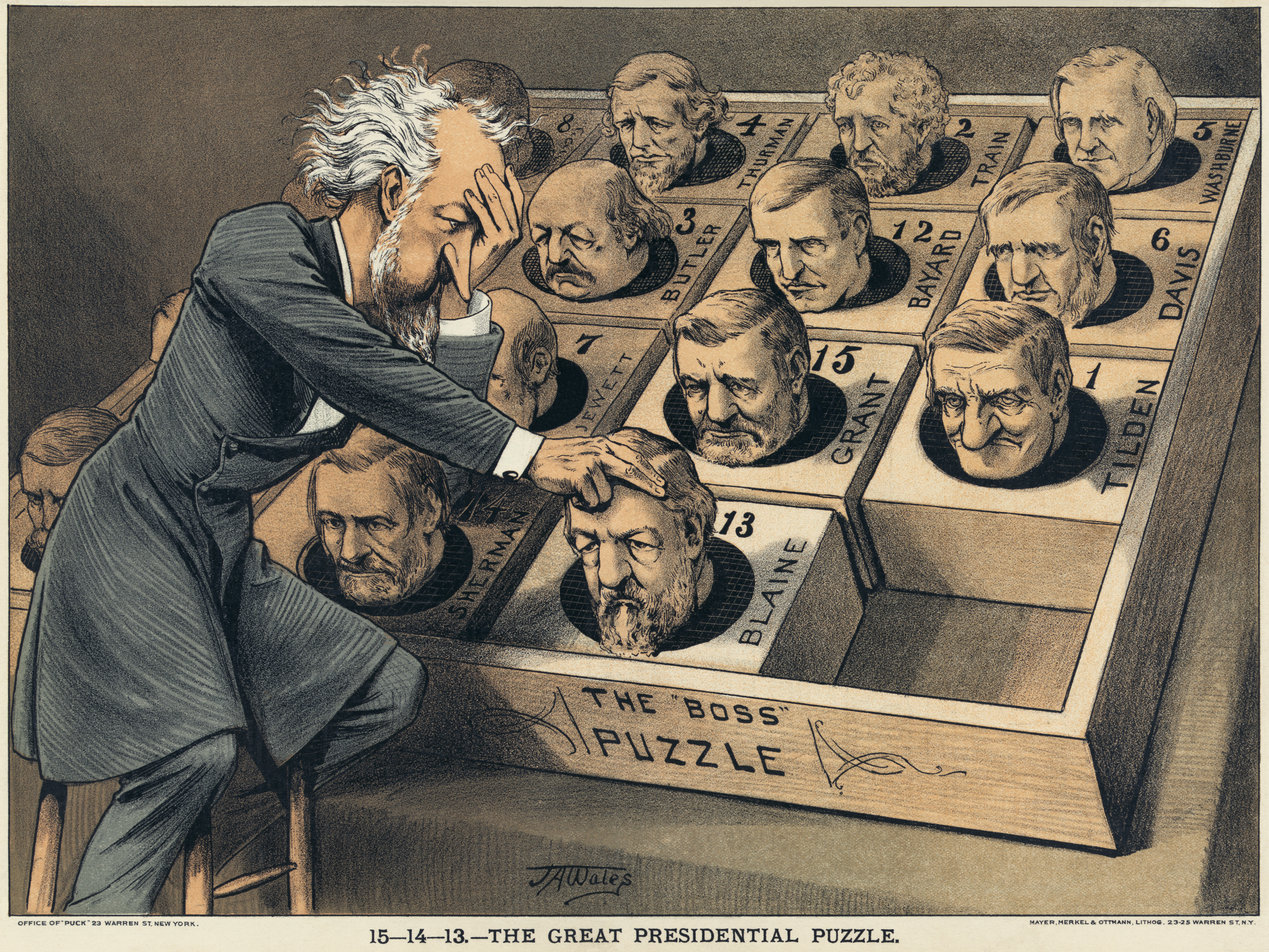
1880年の政治漫画、コンクリング上院議員が、共和党指名候補に想定される者を描いたスライディングブロックパズル（15パズル）で「大統領パズル」をしている

5月31日午後7時、大会を始める前の最後のミーティングをJ・ドナルド・キャメロンが招集した。このミーティングに集まった56人の中でキャメロンの同朋は16人しかいなかった。残りは反グラントの代議員であり、団結してキャメロンを吊し上げることに決めていた。コロラド州の上院議員ジェローム・B・チャフィがこのミーティングで最初に統一ルールの問題を取り上げた。チャフィはウィリアム・E・チャンドラーが纏め上げた手書きの動議をキャメロンに手渡した。キャメロンはこれを予測しており、チャフィの動議に何らかの欠陥を見つける必要があった。キャメロンはチャフィーの動議を却下した。チャフィにその理由を問われたキャメロンは委員会が大会に暫定議長を指名できるだけであり、統一問題について票決をおこなうことはできないと説明した（これは規則委員会に属することだと言った）。キャメロンは続いてカリフォルニア州出身のストールワート派代議員であるジョージ・コーネリアス・ゴーラムを使い、アメリカ合衆国上院の秘書官であるゴーラムは議事手続きの専門家になっていたので、その判断を正当化させた。反グラント派の代議員は1人ずつ、キャメロンの動議に異議を唱えようとしたが失敗した。ゴーラムは委員会議長としてキャメロンが「適していると考えるところに従い」行動できると宣言した。コネチカット州の代議員でグラント政権ではアメリカ合衆国郵政長官を務めたマーシャル・ジュウェルが、キャメロンの裁定に声を大にして反対を唱え始めた。キャメロンはコメントせず、短い休憩を要求した。休憩後にウィリアム・E・チャンドラーからの動議で、中立派上院議員でマサチューセッツ州の代議員であるジョージ・フリスビー・ホアを、党大会の暫定議長に選ぶ動議を受け入れることに合意した。
委員会の票決は29票対17票で、ホアを大会暫定議長に選出した。その日の深夜に委員会は休会となり、委員たちは翌朝集会を継続することにした。キャメロンの行動に関する報せが夜の間に町中に広まった。その強硬路線が失敗しており、コンクリングなど他のグラント支持派は、事態が悪化するまえに支配力を戻そうとした。翌朝、コンクリンがその信頼する仲間のチェスター・A・アーサーに事態の解決を依頼した。アーサーは事態を評価して妥協案を考え付いた。委員会室入り口でチャンドラーなど反グラント派徒党と会見した。アーサーはグラント派の者達が前日に決まった大会暫定議長としてのホア上院議員を拒絶したことを認めたが、再考する余地があると言った。アーサーはその代議員達に、統一ルールについて自由投票で採決し、その見返りにドン・キャメロンを全国大会議長に戻すという提案を行った。数分間議論した後で二人は合意に達した。ブレイン派の指導者であるチャンドラーが取引を受け入れたので、アーサーは自信があり、「グラント派も合意するに違いない」と見ていた。その後チャンドラーは取引内容を30人の反グラント派委員と議論し、また以前に統一ルールについて反対を表明していたジェームズ・ガーフィールドとも話をした。反グラント派30人のうち23人がその条件に同意し、ガーフィールドは、その条件が「和解の精神で受け入れられなければならない」とコメントした。
委員会は6月1日午後に再招集され、J・ドナルド・キャメロンが委員会議長の席に座った。アーサーは多くの動議を提出し、ニューヨーク州とペンシルベニア州のグラント派は大会暫定議長としてホア上院議員の指名を支持すると表明した。誰も反対せず、その動議が認められた。集会は流会となった。「ニューヨーク・トリビューン」の記者は後に、グラント支持者が「アーサー将軍の優れた管理で全的な壊滅を免れた」と言っていた。

## 全国大会

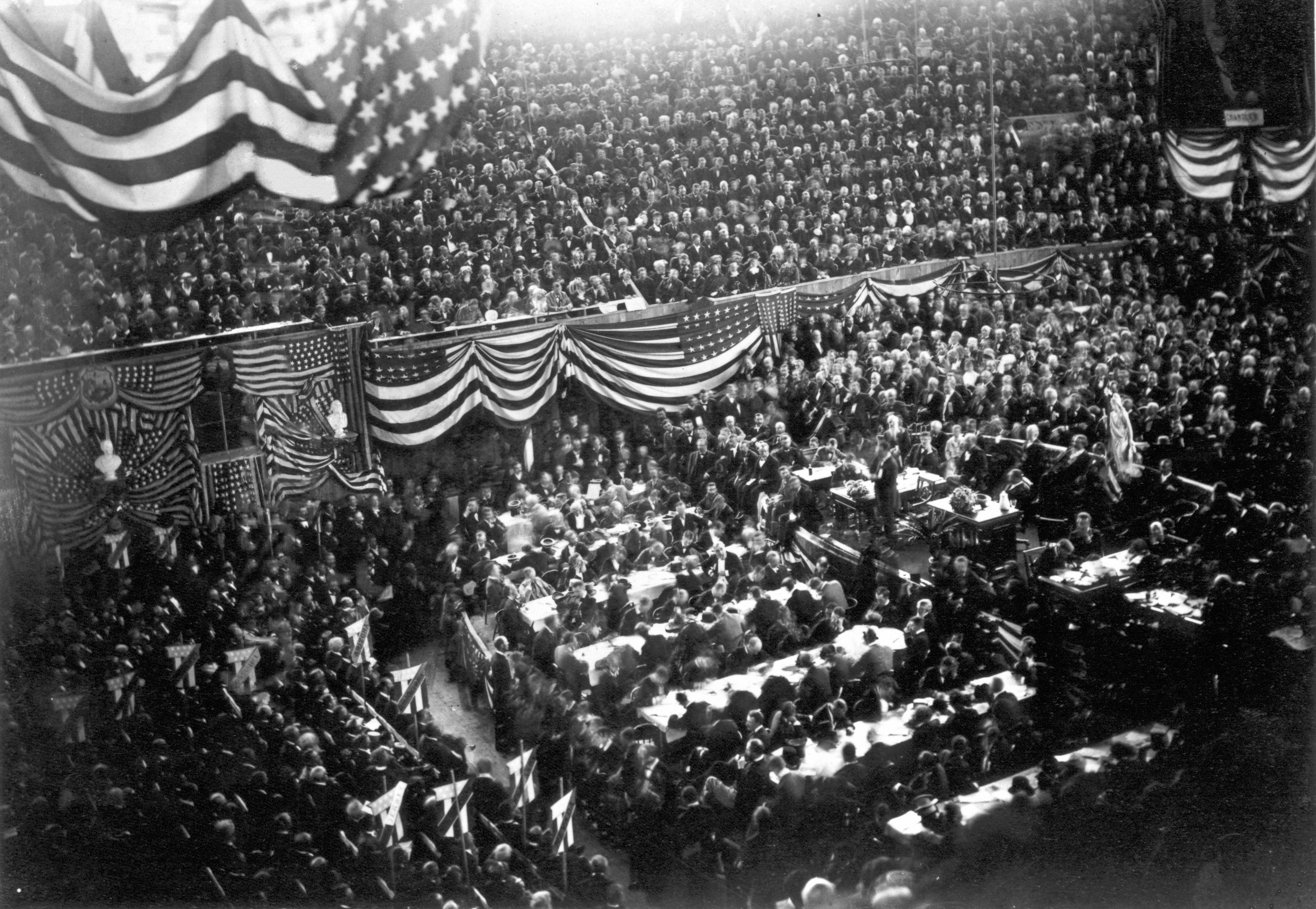
大会中のインターステート・イクスポジション・ビル（グラス・パレスと呼ばれた）内部の様子。ジェームズ・アブラム・ガーフィールドが演壇に立ち、話し始めるタイミングを待っている

6月2日水曜日正午、J・ドナルド・キャメロンが小槌を叩いて第7回共和党全国大会の開会を宣言した。キャメロンはかねての指示通り、大会暫定議長にホア上院議員指名を議案とした。その指名は満場一致で可決された。その後に、イリノイ州の代議員ジョン・H・ロバーツとペンシルベニア州の代議員クリストファー・L・マギーが大会暫定秘書に指名された。メイン州選出アメリカ合衆国上院議員ユージーン・ヘイルが点呼を要求する決議案を提出し、各州代議員団の議長がこの大会の3つの委員会に出席する代議員の名前を読み上げた。委員会が設立され、大会は午後3時5分に休会になった。
大会は6月3日午前11時に再開された。ロスコー・コンクリングが休憩を動議したが、却下された。別のニューヨーク州代議員ヘンリー・R・ピアソンは、恒久的組織委員会の委員であり、暫定的な大会の任務を恒久のものにする提案を提出した。この動議は採択され、午後5時まで4時間の休憩となった。再会後、規則委員会から報告を行う動議が出されたが、ニューヨーク州のジョージ・H・シャープから資格審査委員会の報告を要求する動議が割り込んだ。この動議は賛成318票、反対406票で却下され、前の動議が検討された。午後7時半、大会は翌朝午前10時まで休会になった。
翌朝、コンクリングが、会場内にいる全ての代議員は党の公認候補を支持すべきとする決議案を提出した。コンクリングは「いかなる者も同意する用意が無い英雄に席を持たせるべきではない」と語った。発声による投票が求められ、この決議案は満場一致に近い支持を得た。しかし、1ダースかそこらの代議員が「だめだ」と発言した。コンクリングは衝撃を受けた。かれは「共和党の大会で誰がこのような決議案に「だめだ」と言えるのか?」と尋ねた。つづいて反対者を特定するために点呼を要求した。反対者の大半は、この「グラス・パレス」の数千人が見ている場で、その不同意を宣言しようとはしなかった。ウェストバージニア州の3人の代議員だけが決議案に対して「だめだ」と発声し、「シーという音の嵐」を浴びることになった。コンクリングは続けて、このウェストバージニア州代議員3人の票を取り上げ、大会で彼らの発言を封じる決議案を提出した。その代議員達はコンクリングの決議案に反発し、その動議を厳しく批判した。オハイオ州代議員の席に座っていたジェームズ・ガーフィールドが立ち上がって、事態を収拾しようとした。ガーフィールドは、大会がコンクリングの動議を認めるならば、大会は大きな誤りを犯すことになると述べ、代議員達に持論を展開するために暫しの時間を求めた。ガーフィールドは、ウェストバージニア州代議員3人は「（公認候補について）そのような表明をすべき時ではないと考えたからであり、そのような彼らの権利を剥奪」すべきではないと論じた。「いかなる問題に対しても私の意思に反する投票に拘束するならば、それは大会とはなりえない」と続けた。ガーフィールドはその演説で聴衆を支配できた。コンクリングはその状況を特に楽しんではいなかった。ガーフィールドに走り書きしたメモを送ったが、それにはニューヨーク州はオハイオ州の真の候補者とダークホースが前に出ることを求める。R.C.」と書かれていた。コンクリングはその後で決議案を引き下げた。
その後資格審査に関する論争が混乱状態を呼んだ。ジョン・A・ローガンはその年早くに行われた州大会で反グラント代議員を排除していたが、彼らは資格審査報告書を提出することに決めていた。アーサーとチャンドラーの会合で、両名は資格審査問題を大会で議論できると合意していた。グラントを支持したシカゴの弁護士エメリー・ストアズが、ブレインの支持者を嘲笑することで資格審査に関する法律論争を中断させた。その発言でブレイン側からもグラント側からも発言の応酬となり、大会は混乱の中となり、人々は叫び始め、会場中で飛び跳ね出した。ガーフィールドは、大会が「アメリカではありえないように見える。フランス革命の興奮にあるパリの一部のようだ」と述べていた。混乱状態は午前2時まで続き、議長を代行していた歳入委員会委員のグリーン・B・ラウムが小槌を鳴らしてデモンストレーションの終わりを宣言した。

### 候補者の提案
土曜日の夜、州名のアルファベット順で候補者提案が行われた。ミシガン州代議員は70歳のミシガン中央鉄道社長ジェイムズ・F・ジョイであり、ジェイムズ・G・ブレインを推薦した。ジョイは大衆の面前での演説に慣れていなかったので、「我々は今投票まで待てない状態にあるので」推薦演説は言葉が詰まり、掻い摘んで済ませた。ジョイは共和党公認候補に「ジェイムズ・S・ブレイン」を推薦することでその演説を終えた。すぐさま、多くの代議員が「G!　G・ブレイン、馬鹿者!」と横槍を入れた。次の順番はミネソタ州であり、同州出身のウィリアム・ウィンダム上院議員を推薦した。それから9つ目の州となったニューヨーク州のロスコー・コンクリングが演台に進み、ユリシーズ・S・グラントを推薦した。
15,000人の聴衆が万歳を叫んだ。コンクリングは聴衆のエネルギーをその演説に乗せ、続いて「ニューヨーク州はユリシーズ・S・グラント。一度も敗れていない。平時でも戦時でも一度も敗れていない。その名前は生きている者によって最も傑出した形で覚えられている」と言って候補者を紹介した。コンクリングはさらに、グラントのアメリカ国民に対する忠誠心について話し、3期目の問題を持ち出したグラントの敵を叱った。コンクリングは、グラントが正直な人間であることを示そうとして、「互恵関係無く、特使も無く、委員会無く、局も無く」代議員を獲得したことを訴えた。コンクリングが演説を終えた後、ブレインやシャーマンの陣営からブーイングや「シー」の声があがり、一方ストールワートのグラント支持者は拍手喝采した。ノースカロライナ州の順番のあとオハイオ州の代議員団はジェームズ・ガーフィールドが代表して、ジョン・シャーマン推薦の演説を行った。
ガーフィールドは演説原稿を書いておらず、そのような大群衆のまえで演説を行うことに非常に神経質になっていた。シャーマンはシカゴに向かう前に「彼が採用したいかなる方向にも勇気を与えることを続けた」と強調するよう伝えていた。
ガーフィールドは、この大会での自分の役割について大きな誇りを持っていることを強調して演説を始めた。続いて大統領が所有すべき特質を数え上げ、党の統一の重要性を強調した。演説の最後近くなってシャーマンの名前を挙げた。
ガーフィールドの演説に関する多くの報告書は、その熱心さ、雄弁さ、受け取られ方の良さを挙げていた。ある証言では、大変受けが良かったので、代議員達にガーフィールドを大統領候補の競合者として考え始めさせたことを示すものもあった。
一方で、シャーマン支持派の者にはガーフィールドの演説を全く嫌った者もいた。シャーマン支持者からシャーマン自身にあてた電報には「ガーフィールドは貴方に何の貢献もしていない。かれはその支持の仕方が極端に生ぬるかった」と非難していた。グランド・パシフィック・ホテルで隣接するスイートルームに宿泊しているオハイオ州知事チャールズ・フォスターとガーフィールドが「ガーフィールドを候補者に持ち出す陰謀を立てている」という噂が広がり始めた。シャーマンの陣営で責任を追及する報せが国中の新聞にもたらされた。「オールバニ・イブニング・ジャーナル」は「オハイオ州代議員団はシャーマン陣営から脱出し、まるごとブレインに行く用意があるという一般的な考えがある」と報じた。
ガーフィールドはその演説後に代議員の間で人気が出ていたが。シャーマン支持者の中の者達から出たとされる告発で動揺し、将来にどう響くのかを心配していた。親しい仲間はガーフィールドが余りに急速に大きな人気を得たと感じていた。ロレンゾ・コフィンのような友人は「まだその時ではない」と感じていた。ガーフィールドは友人の助言を容れられたが、既に代議員に大きな印象を与えてしまっていた。6月6日日曜日遅い時間、元大統領ウィリアム・ハリソンの孫でインディアナ州の上院議員ベンジャミン・ハリソンが、ガーフィールドのホテルの部屋に来て、どのような条件なら共和党公認を受け入れるかを尋ねた。ガーフィールドはジョン・シャーマンを支援するという目的だけで大会に来ており、ハリソンには即座に自分の「名前は（指名に）使われてはならない」と告げた。

### 指名投票
月曜日の朝10時、大会議長のホアが小槌を叩いて開会を告げた。ユージーン・ヘイルが即座に大統領候補の指名投票に進むという動議を出し、ロスコー・コンクリングがその動議を支持した。新聞では投票の結果を予測しており、代議員達は勝者が確定するまでに何度も投票を行うことになると分かっていた。投票の点呼の間に、イリノイ州のジョン・A・ローガンが、自分の州は代議員が42人であり、そのうち24人のみがグラントを支持すると宣言して、会場を驚かせた。ローガンが以前にグラント支持派に宣伝していたように「固まって」はいないということだった。ニューヨーク州も同様な状況にあった。70人の代議員の中で51人がグラントを支持し、17人はブレイン、残り2人がシャーマンだった。ペンシルベニア州はさらに悪く、58人の代議員のうち、32人のみがグラント支持となっていた。
すべての州が態度を表明し、集計が行われた。グラントは304票、ブレインは284票、シャーマンは93票を得ており、バーモント州の上院議員ジョージ・E・エドマンズが23票、グラント政権で駐フランス大使を務めたエリフ・B・ウォッシュバーンが30票、ミネソタ州上院議員ウィリアム・ウィンダムが10票という結果だった。「トリアンビレイト」のいる州の中では、60人の代議員がグラントを支持していなかった。どの候補者も指名に必要な379票に達していなかったので、その日は投票が続いた。
ワシントンD.C.では、ブレインもシャーマンも第1回投票結果を聞いて失望していた。ブレインは1回目で300票近辺を予測すべきと言われていたが、それよりも16票足りず、1876年の第1回投票で得た数字よりも1票少なかった。シャーマンは110票と予測されていた。つまりブレインやグラントに予測される票数よりもかなり少なかった。しかし、シャーマンはグラントの票が割れたとすれば、指名に至る可能性があると考えていた。シャーマンが第1回投票結果を聞いた後で、「投票の幾らかは投票が始まる前に自分から逃げて行った」ことに明らかに怒り始めていた。オハイオ州の代議員のうち9人が自分から逃げてブレインに投票したことに動揺していた。シャーマンはブレインが「虚偽と冷笑と背信という（手段）」でオハイオ州の代議員を寝返らせたことを非難した。イリノイ州ガリーナでは、第1回投票結果を告げられてもグラントがいかなる感情もあらわさなかった。ある新聞記者が「黙した軍人はいつもの平静さで葉巻をくゆらせていた」と報告していた。グラントの妻、ジュリアは膠着状態を予測し、夫にシカゴを訪問して代議員達を驚かせてはと提案した。グラントはそれが不運としつけの悪さという印象を与えるので、賢明ではないと考えた。妻はグラントの心を変えさせようとしたが、グラントは決めたことに拘ったままだった。
こうしている間にも大会の代議員達は、勝者が決するまで投票を繰り返していた。その日の2回目の投票で、W・A・グライアというペンシルベニア州の代議員がジェームズ・ガーフィールドに投票した。しかし、その日の大半でガーフィールドに対する支持はその1票のままだった。夕食休憩までに18回の投票が行われた。夕食後にさらに10回の投票を行った。それでも勝利に必要な379票に近づいた候補者は居なかった。投票が12時間続いた後、マサチューセッツ州代議員ウィリアム・ラバリングがその日は休会にする動議を出した。グラント派の代議員数人が反対したが、休会動議は賛成446票、反対308票で可決された。28回の投票が終わり、グラント307票、ブレイン279票、シャーマン91票であり、残りはウィリアム・ウィンダムやジョージ・F・エドマンズのような特定州出身の候補者に割れた。
「ダークホース」の候補者を導入するという提案が起こり始めていた。各候補者を後押しする者達は同程度に指名を獲得すると決めていたが、投票の場に新しい代議員が投入されなければ、膠着状態を破れないと考えた者もいた。シャーマンやブレインの支持者が休会になった後に会合を持った。チャンドラーがその考えを説明した。ブレインは300票近くを得ており、単純に指名争いから降りるわけにはいかなかった。チャンドラーの説明では、「ブレインがその支持者を自由に投票させたとしても、アイオワ州、カンザス州、ネバダ州、カリフォルニア州、オレゴン州の票と準州の12票は、グラントに行くだろう。また南部州の票も同様だ」と予想していた。両陣営は朝の2時あるいは3時まで協議したが、何も決まらなかった。その夜、グラント派の指導者達はグランド・パシフィック・ホテルのロスコー・コンクリングのスイートルームに集まっていた。彼らは3期目に抵抗する者など、グラント指名に障害となる因子を議論した。多くの者がグラントは指名を受けないことになると予測した。グラント支持者達は他の2人の候補者のことを検討して、どちらも受け入れられないことで合意した。コンクリング自身がグラントの代わりに立つべきと要求する者もいた。グラントを外した場合に、コンクリングは共和党公認を得るためにあまり抵抗されないと論じていた。しかし、コンクリングは大統領候補に指名されるという考えを受け入れられなかった。
。
6月8日火曜日朝の第1回投票は結果に2つの変化があった。マサチューセッツ州がその21票をジョージ・エドマンズ上院議員からジョン・シャーマンに乗り換え、シャーマンは116票となってそれまでの最高となった。ウィリアム・チャンドラーがミネソタ州代議員のうち3人を、同州出身のウィリアム・ウィンダムからジェイムズ・G・ブレインに切り替えさせた。32回目の投票では、ブレインが前夜と比べて6票落とし、グラントは309票に増えていた。票の動きは比較的小さかったが、コンクリングは「ニューヨーク州代議員団はグラントが午後1時までに指名を獲得すると主張する」と自信ありげに語った。33回目の投票で、ウィスコンシン州代議員団の9票がグラントからエリフ・ウォッシュバーンに移った。次の投票では、ウィスコンシン州20票のうち16票がジェームズ・ガーフィールド支持に変わった。ガーフィールドは即座にホア議長に、規則の問題を投げかけた。自分の同意がなければ、得票すべきではないと主張して「発表の正確さに異議」を提出した。ホアはガーフィールドの異議を却下し、ホアは規則の1点だけで大統領の候補が消されるのを見たくなかった、すなわちガーフィールドが候補に指名される機運を消したくなかったので、ガーフィールドの異議を却下したと、後に語っていた。その時の投票ではグラント312票、ブレイン275票、シャーマン107票、ガーフィールド17票だった。35回目の投票では、インディアナ州のベンジャミン・ハリソンが自州の27票（大半はブレイン支持だった）をガーフィールドに移すと発表した。メリーランド州代議員4人とミシシッピ州、ノースカロライナ州各1人もガーフィールド支持に切り替え、合計は50票になった。
ブレインは指名を得る確率が落ちて行っていると見ており、ブレインを踏みとどまらせようと来ていた訪問者に対して、「低落する市場でカードを浪費する」必要はないとコメントしていた。それはブレインに会うためにその客が訪問カードを出していたが、その会見は生産的なものにならないという意味だった。
ブレインは最も適した候補者がジェームズ・ガーフィールドだと感じ取っていた。ガーフィールドは親友であり、ガーフィールドを支持することでグラントとコンクリングを破ることができ、さらにガーフィールド政権で役職に指名されることもあると考えた。同様にシャーマンは仲間からの助言を聞いており、自分への支持をガーフィールドに向ける決断をし、「共和党を救う」と言った。両人はその支持者達にガーフィールドの指名を支持するよう伝えた。
36回目の投票で、ガーフィールドは399票を獲得し、グラントより93票多く、共和党公認候補の指名を獲得した。ブレインは42票、ウォッシュバーンが5票、ジョン・シャーマンが3票、残りは泡まつ候補に分かれた。ガーフィールドは指名を得た後の圧倒されるような感動の中にあったので、「インター・オーシャン」の記者が「死んでいるように青ざめ、友人から祝福の言葉を投げかけられても半分は意識に無いように見えた」と報道していた。大会は数千の人々がガーフィールドの名前を唱え、後には『自由の喊声』の斉唱に加わったので、狂乱の様相を呈していた。ロスコー・コンクリングなどグラントの支持者達は「むっつりした顔で」見ているだけであり、「その落胆の色を隠さなかった」。コンクリングは、全投票を通じて306人の代議員がグラント支持を崩さなかったことを誇りに思った。コンクリングはグラントの支持者と共に「306人の衛兵」協会を作った。この協会は毎年晩餐会を開き、「古い衛兵」と彫られた記念コインを発行すらしている。
その後でホア議長が小槌を叩き「ジェームズ・A・ガーフィールド、オハイオ州、アメリカ合衆国大統領候補に指名する」と宣言した。ガーフィールドは妻に宛てた手紙で、「もしこの結果が貴女の承認を得られるならば、（指名に）満足するべきだろう」と記した。妻のルクレティアは夫が指名されたことに感動し、承認を与えた。その後ガーフィールドは1881年に始まる任期で選ばれていたアメリカ合衆国上院議員の職を辞し、オハイオ州議会は代役にシャーマンを選出した。
ガーフィールドを支持したオハイオ州代議員団は、ニューヨーク州のストールワート派を、ガーフィールドの副大統領候補に臨んだ。これにはコングリングを宥める意味もあり、また出身州の地域的バランスも考慮された。リーヴァイ・モートンは副大統領候補になることについてコンクリングに相談したが、コンクリングはグラントが落選したことでその時も不満な状態であり、モートンに出馬しないよう助言したので、モートンも辞退した。ロスコー・コンクリングとの結びつきが強いチェスター・A・アーサーが推薦された。コンクリングはアーサーにも受け付けないよう説得しようとしたが、アーサーは副大統領を「今まで得られるとは夢見たこともないような栄誉」であると言って推薦を受けることにした。アーサーは指名投票で468票を獲得した。次点はエリフ・ウォッシュバーンの193票、続いてマーシャル・ジュウェルの44票だった。元テキサス州知事のエドマンド・J・デイビスも副大統領候補に挙がっていたが、ほとんど支持は無かった。大会議長、マサチューセッツ州のジョージ・フリスビー・ホアが、6月8日午後7時25分に小槌を叩き、それまでで最長の共和党全国大会は閉会となった。
| 大統領候補指名投票               |       |       |       |       |       |       |       |       |       |        |        |        |        |        |        |        |        |        |        |        |
| 投票回数                         | 1回目 | 2回目 | 3回目 | 4回目 | 5回目 | 6回目 | 7回目 | 8回目 | 9回目 | 10回目 | 11回目 | 12回目 | 13回目 | 14回目 | 15回目 | 16回目 | 17回目 | 18回目 | 19回目 | 20回目 |
| ユリシーズ・グラント             | 304   | 305   | 305   | 305   | -     | -     | 305   | 306   | 308   | 305    | 305    | 304    | 305    | 305    | 309    | 306    | 303    | 305    | 305    | 308    |
| ジェイムズ・G・ブレイン          | 284   | 282   | 282   | 281   | -     | -     | 281   | 284   | 282   | 282    | 281    | 283    | 285    | 285    | 281    | 283    | 284    | 283    | 279    | 276    |
| ジョン・シャーマン               | 93    | 94    | 93    | 95    | -     | -     | 94    | 91    | 90    | 92     | 93     | 92     | 89     | 89     | 88     | 88     | 90     | 91     | 96     | 93     |
| ジョージ・F・エドマンズ          | 34    | 32    | 32    | 32    | -     | -     | 32    | 31    | 31    | 31     | 31     | 31     | 31     | 31     | 31     | 31     | 31     | 31     | 31     | 31     |
| エリフ・B・ウォッシュバーン      | 30    | 31    | 31    | 31    | -     | -     | 31    | 32    | 32    | 32     | 32     | 33     | 33     | 35     | 36     | 36     | 36     | 35     | 32     | 35     |
| ウィリアム・ウィンダム           | 10    | 10    | 10    | 10    | -     | -     | 10    | 10    | 10    | 10     | 10     | 10     | 10     | 10     | 10     | 10     | 10     | 10     | 10     | 10     |
| ジェームズ・ガーフィールド       | 0     | 1     | 1     | 1     | -     | -     | 2     | 1     | 2     | 2      | 2      | 1      | 1      | 0      | 0      | 0      | 0      | 0      | 1      | 1      |
| ベンジャミン・ハリソン           | 0     | 0     | 1     | 0     | -     | -     | 0     | 0     | 0     | 0      | 0      | 0      | 0      | 0      | 0      | 0      | 0      | 0      | 0      | 0      |
| ラザフォード・ヘイズ             | 0     | 0     | 0     | 0     | -     | -     | 0     | 0     | 0     | 1      | 1      | 1      | 0      | 0      | 0      | 0      | 0      | 0      | 0      | 0      |
| ジョージ・ワシントン・マクラリー | 0     | 0     | 0     | 0     | -     | -     | 0     | 0     | 0     | 0      | 0      | 0      | 1      | 0      | 0      | 0      | 0      | 0      | 0      | 0      |
| エドマンド・J・デイビス          | 0     | 0     | 0     | 0     | -     | -     | 0     | 0     | 0     | 0      | 0      | 0      | 0      | 0      | 0      | 0      | 1      | 0      | 0      | 0      |
| ジョン・ハートランフト           | 0     | 0     | 0     | 0     | 0     | 0     | 0     | 0     | 0     | 0      | 0      | 0      | 0      | 0      | 0      | 0      | 0      | 0      | 1      | 1      |

| 大統領候補指名投票          |        |        |        |        |        |        |        |        |        |        |        |        |        |        |        |        |
| 投票回数                    | 21回目 | 22回目 | 23回目 | 24回目 | 25回目 | 26回目 | 27回目 | 28回目 | 29回目 | 30回目 | 31回目 | 32回目 | 33回目 | 34回目 | 35回目 | 36回目 |
| ユリシーズ・グラント        | 305    | 305    | -      | -      | 302    | 303    | 306    | 307    | 305    | 306    | 308    | 309    | 309    | 312    | 313    | 306    |
| ジェイムズ・G・ブレイン     | 276    | 275    | -      | -      | 281    | 280    | 277    | 279    | 278    | 279    | 276    | 270    | 276    | 275    | 257    | 42     |
| ジョン・シャーマン          | 96     | 97     | -      | -      | 94     | 93     | 93     | 91     | 116    | 120    | 118    | 117    | 110    | 107    | 99     | 3      |
| ジョージ・F・エドマンズ     | 31     | 31     | -      | -      | 31     | 31     | 31     | 31     | 12     | 11     | 11     | 11     | 11     | 11     | 11     | 0      |
| エリフ・B・ウォッシュバーン | 35     | 35     | -      | -      | 35     | 36     | 36     | 35     | 35     | 33     | 37     | 44     | 44     | 30     | 23     | 5      |
| ウィリアム・ウィンダム      | 10     | 10     | -      | -      | 10     | 10     | 10     | 10     | 7      | 4      | 3      | 3      | 4      | 4      | 3      | 0      |
| ジェームズ・ガーフィールド  | 1      | 1      | -      | -      | 2      | 2      | 2      | 2      | 2      | 2      | 1      | 1      | 1      | 17     | 50     | 399    |
| ジョン・ハートランフト      | 1      | 1      | -      | -      | 0      | 0      | 0      | 0      | 0      | 0      | 0      | 0      | 0      | 0      | 0      | 0      |
| フィリップ・シェリダン      | 0      | 0      | -      | -      | 0      | 0      | 0      | 0      | 0      | 1      | 0      | 0      | 0      | 0      | 0      | 0      |
| ロスコー・コンクリング      | 0      | 0      | -      | -      | 0      | 0      | 0      | 0      | 0      | 0      | 1      | 0      | 0      | 0      | 0      | 0      |

| 副大統領候補指名投票            |     |
| チェスター・A・アーサー         | 468 |
| エリフ・B・ウォッシュバーン     | 193 |
| マーシャル・ジュウェル          | 44  |
| ホーレス・メイナード            | 30  |
| ブランシェ・ブルース            | 8   |
| ジェイムズ・L・アルコーン       | 4   |
| エドマンド・J・デイビス         | 2   |
| トマス・セトル                  | 1   |
| ステュワート・L・ウッドフォード | 1   |

## 大会の後
ガーフィールドは大統領候補として初めてポーチ前選挙運動を行った。あちこちと旅してはおらず、通常は家に居て、訪問者に大統領となった時の計画を語っていた。ガーフィールドは選挙運動のために党大会に出た他の候補者の支援を要請していた。1880年民主党全国大会は、大統領候補にウィンフィールド・スコット・ハンコックを、副大統領候補にウィリアム・ヘイデン・イングリッシュを選んだ。選挙戦は大変な接戦となり、一般投票の結果で、ガーフィールドは絶対多数に1万票足らず乗せただけだった。ある資料ではそれを2,000票と言っていた。しかし、選挙人数では全体369人のうちガーフィールドが214人を確保して当選した。
| 大統領選挙の結果                                        |                      |            |            |              |                                                     |              |
| 大統領候補者 出身州                                     | 党                   | 得票数     | 得票率     | 選挙人得票数 | 副大統領候補者 出身州                               | 選挙人得票数 |
| ジェームズ・ガーフィールド オハイオ州                   | 共和党               | 4,446,158  | 48.3%      | 214          | チェスター・A・アーサー ニューヨーク州              | 214          |
| ウィンフィールド・スコット・ハンコック ペンシルバニア州 | 民主党 進歩的共和党  | 4,444,260  | 48.3%      | 155          | ウィリアム・ヘイデン・イングリッシュ インディアナ州 | 155          |
| ジェイムズ・ベアード・ウィーバー アイオワ州             | グリーンバック労働党 | 305,997    | 3.3%       | 0            | バージレイ・チェンバーズ テキサス州                 | 0            |
| ニール・ダウ メイン州                                   | 禁酒党               | 10,305     | 0.1%       | 0            | ヘンリー・アダムズ・トンプソン オハイオ州           | 0            |
| ジョン・W・フェルプス バーモント州                      | アメリカ国民党       | 700        | 0.0%       | 0            | サミュエル・C・ポメロイ カンザス州                  | 0            |
| その他                                                  | -                    | 3,631      | 0.0%       | 0            | -                                                   | 0            |
| 合計                                                    | 合計                 | 9,211,051  | 100%       | 369          | -                                                   | 369          |
| 選出必要数                                              | 選出必要数           | 選出必要数 | 選出必要数 | 185          | -                                                   | 185          |

1881年7月2日、ガーフィールドは、ワシントンD.C.にあるボルチモア・アンド・ポトマック鉄道の駅で元シカゴの弁護士チャールズ・J・ギトーに銃で撃たれた。ギトーはストールワート派の確たる支持者であり、ニューヨーク州ではグラント支持者を集めて演説を行ったこともあった。ガーフィールドが大統領に当選した後、ギトーはパリの領事に指名されることを期待して、何度も大統領と国務長官のジェイムズ・G・ブレインに接触しようとしていた。ブレインからその職には就けないと言い渡された後、ギトーはガーフィールドに復讐することにした。何週間も暗殺の計画を練った。ガーフィールドを撃った後、「私はストールワートだ、アーサーが大統領だ」と叫んだ。ガーフィールドは狙撃から2か月半以上経った9月19日に死亡した。長い裁判が続いた後、ギトーは死刑を宣告され、1882年6月30日に絞首刑になった。